# Arachnides au Royaume-Uni
Arachnides au Royaume-Uni (Arachnids in the UK) est le quatrième épisode de la onzième saison de la seconde série télévisée britannique Doctor Who. Il est diffusé le 28 octobre 2018 sur la chaîne de télévision britannique BBC One.

## Distribution
Sauf indication contraire, les informations mentionnées dans cette section peuvent être confirmées par la base de données cinématographiques IMDb,  présente dans la section « Liens externes ».
- Jodie Whittaker : Treizième Docteur
- Mandip Gill : Yasmin Khan
- Tosin Cole : Ryan Sinclair
- Bradley Walsh : Graham O'Brien
- Chris Noth[1] : Jack Robertson
- Shobna Gulati (en)[1] : Najia Khan

## Synopsis
De retour à Sheffield, le Docteur va rencontrer la famille de Yasmin avec Ryan, tandis que Graham retourne chez lui pour pleurer la mort de Grace. Après le départ de Yasmin pour aller chercher sa mère, Najia Khan, le Docteur et Ryan rencontrent l'arachnologue, le Dr Jade McIntyre, tout en essayant de rencontrer le voisin de la famille. En entrant, le groupe découvre que son propriétaire, le collègue de McIntyre, a été tué par une grosse araignée. Graham les rejoint après avoir trouvé quelque chose de similaire chez lui, le groupe apprend alors que McIntyre a enquêté sur des comportements bizarres dans les écosystèmes d'araignées, après avoir suspendu ses expériences avec des araignées dans son laboratoire. Le docteur en déduit que les araignées géantes et les comportements sont liés à un complexe hôtelier de luxe récemment construit, sur lequel Najia a travaillé, jusqu'à récemment, quand elle a été licenciée par le riche propriétaire américain de l'hôtel, Jack Robertson.
Arrivé à l'hôtel et rejoint par Robertson, Yasmin et Najia, le groupe apprend que les araignées ont infesté le complexe et qu'elles les ont pris au piège. Alors que Ryan et Graham capturent une araignée pour l'examiner, le reste du groupe découvre que les araignées provenaient de tunnels miniers abandonnés sous le complexe, où ils trouvent les corps du garde du corps de Robertson et de son assistant personnel. Une enquête plus approfondie révèle bientôt que les tunnels ont été utilisés comme dépotoir pour les déchets industriels par l'une des sociétés de Robertson. McIntyre, qui a révélé au Docteur que ses expériences impliquaient des araignées génétiquement modifiées, se rend compte que les araignées géantes sont la progéniture d'un spécimen qui avait été jeté par la même entreprise, croyant qu'il était mort. Le docteur théorise que la toxicité du dépotoir les a mutés davantage.
Pour les tuer humainement, le groupe attire leur progéniture dans une salle de panique construite par Robertson dans l'hôtel, avant de rencontrer le spécimen lui-même dans la salle de bal. En le trouvant, le Docteur et McIntyre réalisent que l'araignée meurt de difficultés respiratoires en raison de sa taille massive. Avant que le Docteur ne puisse s'assurer qu'il meure humainement, Robertson le tue avec le pistolet de son garde du corps, à son grand dégoût. Avec la situation résolue, Ryan, Yasmin et Graham envisagent de retourner à leur vie normale mais décident de continuer à explorer l'univers avec le Docteur.

### Continuité
- Le Docteur mentionne avoir eu des sœurs dans le passé, de même qu'il a été sœur dans un couvent.
- Le Docteur dit adorer le thé, chose qu'on retrouve de facto chez la plupart de ses incarnations.
- Ce n'est pas la première fois que des araignées apparaissent comme personnages à part entière dans la série par exemple les araignées de la planète Metabilis III de Planet of the Spiders, les Racnoss de Le Mariage de Noël ou les parasites lunaires dans La Première Femme sur la Lune.